# Coupe de Tunisie masculine de volley-ball 2013-2014
Navigation
Coupe de Tunisie 2012-2013 Coupe de Tunisie 2014-2015
La coupe de Tunisie masculine de volley-ball 2013-2014 est la 58e édition de la coupe de Tunisie, compétition à élimination directe mettant aux prises des clubs de volley-ball affiliés à la Fédération tunisienne de volley-ball.

## Listes des équipes en compétition
| - Division nationale A - Club olympique de Kélibia - Club sportif de Hammam Lif - Club sportif sfaxien - Espérance sportive de Tunis - Étoile sportive du Sahel - Fatah Hammam El Ghezaz - Saydia de Sidi Bou Saïd - Tunis Air Club - Union sportive de Carthage - Union sportive des transports de Sfax | - Division nationale B - Ahly Hammam Chott - Aigle sportif d'El Haouaria - ASPTT Sfax - Avenir sportif de La Marsa - Club olympique du Kram - Étoile olympique La Goulette Kram - Étoile sportive de Radès - Mouloudia Sport de Bousalem - Union sportive monastirienne |

## Formule de la compétition

### Phase finale
|  | Demi-finales                | Demi-finales                |                             |   | Finale                            | Finale                            |
|  | Demi-finales                | Demi-finales                |                             |   | Finale                            | Finale                            |
|  |                             |                             |                             |   |                                   |                                   |
|  | 16 avril, 23-25 20-25 22-25 | 16 avril, 23-25 20-25 22-25 |                             |   | Tunis, 1er mai, 25-17 25-16 25-21 | Tunis, 1er mai, 25-17 25-16 25-21 |
|  | 16 avril, 23-25 20-25 22-25 | 16 avril, 23-25 20-25 22-25 |                             |   | Tunis, 1er mai, 25-17 25-16 25-21 | Tunis, 1er mai, 25-17 25-16 25-21 |
|  | Club olympique de Kélibia   | 0                           |                             |   | Tunis, 1er mai, 25-17 25-16 25-21 | Tunis, 1er mai, 25-17 25-16 25-21 |
|  | Club olympique de Kélibia   | 0                           |                             |   | Tunis, 1er mai, 25-17 25-16 25-21 | Tunis, 1er mai, 25-17 25-16 25-21 |
|  | Espérance sportive de Tunis | 3                           |                             |   | Tunis, 1er mai, 25-17 25-16 25-21 | Tunis, 1er mai, 25-17 25-16 25-21 |
|  | Espérance sportive de Tunis | 3                           | Espérance sportive de Tunis | 3 |                                   |                                   |
|  | 16 avril, 25-21 25-21 25-14 |                             | Espérance sportive de Tunis | 3 |                                   |                                   |
|  |                             | Étoile sportive du Sahel    | 0                           |   |                                   |                                   |
|  | Étoile sportive du Sahel    | Étoile sportive du Sahel    | 0                           | 3 |                                   |                                   |
|  | Étoile sportive du Sahel    |                             |                             | 3 |                                   |                                   |
|  | Club sportif sfaxien        | 0                           |                             |   |                                   |                                   |
|  | Club sportif sfaxien        | 0                           |                             |   |                                   |                                   |